# Fruit Valley
Fruit Valley es un área no incorporada (o conocidas como aldea) ubicada en el condado de Oswego en el estado estadounidense de Nueva York. Fruit Valley se encuentra ubicada dentro del pueblo de Oswego.

## Geografía
Fruit Valley se encuentra ubicada en las coordenadas 43°26′07″N 76°33′50″O / 43.43528, -76.56389.